# Halowe Mistrzostwa Świata w Lekkoatletyce 1995 – sztafeta 4 × 400 m kobiet
Sztafeta 4 × 400 m kobiet – jedna z konkurencji rozgrywanych podczas halowych mistrzostw świata w lekkoatletyce w 1995, zmagania w niej odbyły się 12 marca.
Udział w tej konkurencji brały ekipy reprezentujące 5 państw (nie wystąpiły zawodniczki z Jamajki, które początkowo były zgłoszone do startu w zawodach). Zawody te wygrała ekipa z Rosji (w składzie: Tatjana Czebykina, Jelena Ruzina, Jekatierina Kulikowa, Swietłana Gonczarienko) drugą pozycję zajęły zawodniczki z Czech (w składzie: Naděžda Koštovalová, Helena Dziurová, Hana Benešová, Ludmila Formanová), trzecią zaś reprezentantki Stanów Zjednoczonych (w składzie: Nelrae Pasha, Tanya Dooley, Kim Graham, Flirtisha Harris).

## Wyniki
| Miejsce | Zawodniczki                                                                 | Państwo           | Wynik   | Uwagi |
| ------- | --------------------------------------------------------------------------- | ----------------- | ------- | ----- |
| 01 !    | Tatjana Czebykina Jelena Ruzina Jekatierina Kulikowa Swietłana Gonczarienko | Rosja             | 3:29,29 | NR    |
| 02 !    | Naděžda Koštovalová Helena Dziurová Hana Benešová Ludmila Formanová         | Czechy            | 3:30,27 |       |
| 03 !    | Nelrae Pasha Tanya Dooley Kim Graham Flirtisha Harris                       | Stany Zjednoczone | 3:31,43 |       |
| 4.      | Melanie Neef Susan Earnshaw Allison Curbishley Stephanie McCann             | Wielka Brytania   | 3:35,39 |       |
| 5.      | Lu Xifang Ma Yuqin Cao Chunying Zhang Hengyun                               | Chiny             | 3:39,76 | AR    |